# توماس إف. غرين
توماس إف. غرين (بالإنجليزية: Thomas F. Green)‏ هو فيلسوف أمريكي، ولد في 8 فبراير 1927 في لنكن في الولايات المتحدة، وتوفي في 20 ديسمبر 2006 في Jamesville, New York ‏ في الولايات المتحدة.